# Геоботаніка
Геобота́ніка — розділ біології на межі ботаніки, географії та екології.
Це вчення про рослинність Землі, сукупність рослинних угруповань (фітоценозів), їх склад, структуру, динаміку в просторі та часі на усій території та акваторії Землі.
Повної єдності у розумінні геоботаніки як науки немає. Серед радянських ботаніків одні розуміли її як синонім фітоценології (В. В. Альохін, В. М. Сукачов, А. П. Шенніков), інші (В. Б.Сочава) включають у це поняття також ботанічну географію. Ще ширше розуміння геоботаніки із включенням до неї екології рослин поширене серед закордонних вчених.

## Частини і напрямки
- Фітоценологія — вчення про фітоценози, або рослинні угруповання. Фітоценологію слід розглядати як частину геоботаніки, тобто вчення про рослинний покрив Земної кулі, що крім фітоценології включає ботанічну географію (географію рослин і географію рослинності), запроваджене Гельмутом Ґамсом у 1918 році.
- Фітоіндика́ція — один із напрямків екології, геоботаніки, що ставить за мету оцінити стан довкілля за реакцією рослинного світу, зміною флористичних ознак.